# Liopleurodon ferox
A Liopleurodon ferox a hüllők (Reptilia) osztályának plezioszauruszok (Plesiosauria) rendjébe, ezen belül a plioszaurusz-félék (Pliosauridae) családjába tartozó fosszilis faj.
Nemének a típusfaja.

## Előfordulása
Megközelítőleg 160-155 millió évvel ezelőtt a mostani Európát borító tengerekben élt.

## Megjelenése
A mérete vitatott. A Dinoszauruszok, a Föld urai című brit dokumentumfilm az állatot 25 m hosszú, 150 t tömegű óriásként, minden idők legnagyobb ragadozójaként rekonstruálta. Ezek az adatok más kutatások szerint túlzóak, a hosszát 6,39 méterre becsülik. Krokodilszerű testén négy úszója volt. 
|  |

## Életmódja
Halgyíkokkal (Ichtyosaurus) és más Plesiosauriákkal táplálkozott.